# ريغي هودجز
ريغي هودجز (بالإنجليزية: Reggie Hodges)‏ هو لاعب كرة قدم أمريكية أمريكي، ولد في 26 يناير 1982 في تشامبيغن في الولايات المتحدة.

## وصلات خارجية
- ريغي هودجز على موقع مرجع كرة القدم المحترفة.كوم (الإنجليزية)